# Pinarejos
Pinarejos – gmina w Hiszpanii, w prowincji Segowia, w Kastylii i León, o powierzchni 29,71 km². W 2011 roku gmina liczyła 161 mieszkańców.